# سراگوابر
سراگوابر، روستایی از توابع بخش چابکسر شهرستان رودسر در استان گیلان ایران است.
سراگوابر از روستاهای بسیار زیبا با چشم انداز های طبیعی فوق العاده زیبا می باشد .
شغل عمده ساکنان این روستا کشاورزی و دامپروری بوده و عمده ترین محصول کشاورزی این روستا بترتیب چای و مرکبات می باشد  بطوریکه این روستا قطب اصلی تولید چای در شهرستان رودسر بوده و از نظر تولید مرکبات نیز جایگاه قابل قبولی دارد . 

## جمعیت
این روستا در دهستان سیاهکلرود قرار دارد و براساس سرشماری مرکز آمار ایران در سال ۱۳۸۵، جمعیت آن ۶۱ نفر (۱۹خانوار) بوده‌است.